# 대신정무관
대신정무관(일본어: 大臣政務官 다이진세이무칸[*])은 일본 내각의 각 성, 내각부, 부흥청에 있는 정무직공무원이다.  보통 "대신"을 생략하고 정무관(政務官)이라고 부른다. 직제상 부대신의 아래이며 사무차관과 대신보좌관의 위이고, 다른 나라의 정무차관급에 해당한다.
1999년 7월 30일 통과된 국회심의의 활성화 및 정치주도의 정책결정시스템의 확립에 관한 법률에 따라 기존의 정무차관직이 폐지되고 부대신직과 함께 신설되었다. 대신정무관은 정무직이기 때문에 내각총사퇴로 내각총리대신을 비롯한 국무대신들이 지위를 잃을 때 동시에 지위를 잃게 된다.